# March 881
March 881 — гоночный автомобиль, разработанный Эдрианом Ньюи в March Engineering для участия в чемпионате Формулы-1 1988 года. Гонщиками команды Leyton House March Racing Team в 1988 году были итальянец Иван Капелли и бразилец Маурисио Гужельмин, дебютировавший в Формуле-1.
Автомобиль был разработан под руководством молодого британского конструктора Эдриана Ньюи. 1988 год стал переходным в регламенте ФИА, поэтому было решено использовать менее мощный атмосферный двигатель с особым вниманием к аэродинамике. В машине Ньюи удалось реализовать несколько новшеств, которые помогли команде из конца пелотона стать конкурентоспособной.
На предсезонных тестах автомобиль показал хорошие результаты, несмотря на некоторые возникшие технические проблемы, которые команде удалось вскоре решить.  К середине сезона 1988 года гонщики March стабильно финишировали в первой десятке, часто попадая в очки. Иван Капелли дважды поднимался на подиум, финишировав третьим в Бельгии и вторым в Португалии, сумев навязать борьбу лидерам чемпионата. Набрав 22 очка, команда заняла 6 место в Кубке конструкторов.
Из-за неготовности March CG891 в первых двух гонках сезона 1989 года команда использовала прошлогоднюю 881. На ней в Бразилии Гужельмин заработал 4 очка для March, поднявшись на третью ступень подиума. Эти очки стали единственными для команды в 1989 году из-за неудачных выступлений CG891.

## Разработка
Британский конструктор Эдрианом Ньюи приступил к разработке нового гоночного автомобиля в июле 1987 года, совмещая это с работой гоночным инженером Марио Андретти в Newman/Haas Racing в CART. 1988 год был переходным для Формулы-1, в этом сезоне FIA допустила к участию в чемпионате наряду с турбированными 1,5-литровыми двигателями V6 атмосферные 3,5 литровые двигатели, в 1989 турбированные двигатели будут запрещены из-за дороговизны. Команда March использовала 3,5 литровый атмосферный двигатели Judd небольшой частной компании Engine Developments Ltd. Турбированные двигатели на машинах других команд были намного мощнее. Соотношение мощности было таково: 900 лошадиных сил двигателей с турбонагнетателями против 580 лошадиных сил у атмосферного Judd CV.
В своей автобиографии, говоря о машинах Формулы-1 того периода, Ньюи признаётся, что «аэродинамически машины были довольно скучными и в этом отношении <...> менее сложными, чем болиды [мировой серии] IndyCar». Единственным решением для постройки конкурентоспособной машины было построить более лёгкий и аэродинамически эффективный болид, чем у соперников. Ньюи назвал 881 самым важным в своей карьере с точки зрения шаблона для дальнейших проектов.
Машина строилась под пилота команды Иван Капелли. Иван имеет небольшой рост, что послужило идеей сделать кокпит маленьким, а уже вокруг пилота как можно плотнее скомпоновать элементы шасси. Была придумана особая форма носового обтекателя, теперь номинальное днище машины начиналось дальше, чем обычно. Ньюи использовал новое решение для переднего антикрыла, которое стало цельным, не разбитым на две части носовым обтекателем, как это делалось ранее. Это позволило добиться постоянного уровня прижимной силы по всей ширине антикрыла, а не отдельно на каждом из полукрыльев. Также многообещающим стало использование более широких торцевых платин переднего антикрыла с задней кромкой, доходящей до переднего края колеса. Это было сделано для стабилизации воздушного потока, нагружающего крыло, при повороте колеса. Шасси создавалось V-образным в поперечном сечении и максимально узким, педали и соответственно ноги пилота были подняты выше обычного. Комбинация этих решений сделала переднюю часть машины более эффективной. Отверстие кокпита пилота было уменьшено до минимально разрешённого федерацией, максимально минимизировав турбулентность и генерируемые им «грязные» потоки воздуха. Чтобы сделать кожух двигателя у́же, была переработана выпускная крышка двигателя.
Несколько модификаций в разрабатываемый болид были добавлены Ньюи благодаря его опыту проектирования машин для IndyCar. Так, дуга безопасности над головой пилота теперь изготавливалась из сотового алюминия, как это было сделано у March 86C. Аэродинамике машин с практически одинаковыми по мощности двигателями в IndyCar того времени уделялось больше внимания, чем в Формуле-1, где инженеры старались увеличить мощность. Ньюи удалось на 50 % увеличить прижимную силу при сохранении уровня сопротивления воздуха: у March 881 соотношение прижимной силы к сопротивлению воздуха составляло более 3 к 1, тогда как у автомобиля прошлого года этот показатель был около 2 к 1. Благодаря своей необычной конструкции новая машина выделялась из пелотона, имея плавные обтекаемые формы в противовес рубленым у машин других команд. Сам Ньюи назвал 881 аэродинамической вершиной своего времени в Формуле-1.

## Предсезонные тесты
Первые тесты команд Формулы-1 в 1988 году проходили на автодроме в Имоле. Из-за необычной конструкции шасси к команде Leyton House March было приковано особое внимание прессы. На тестах выявились две ключевые проблемы новой машины: перегревалась коробка передач и кокпит был настолько узким, что не позволял пилотам переключать передачи (в то время передачи на машинах Формулы-1 переключались рычагом, расположенным у руля).
Монокок пришлось расширить в районе расположения рычага переключения передач, но с сохранением достаточной обтекаемости. Возникшие проблемы с перегревом коробки передач не позволили команде проехать запланированный командой план, однако по результатам тестов можно было сказать, что новый болид March по скорости опережает многие другие машины с атмосферными двигателями. После тестов автомобиль March 881 попал на обложку мартовского номера авторитетного автоспортивного журнала Autosport.

## Выступления

### Сезон 1988
В дебютном для машины Гран-при Бразилии команде удалось квалифицироваться в середине пелотона, однако из-за жары и проблем с системой охлаждения обе машины сошли с дистанции. На втором этапе в Имоле Гужельмин финишировал пятнадцатым, а Капелли не добрался до финиша. На этом этапе из-за ошибки дизайна прижимная сила разрушила носовой обтекатель, позже эту проблему устранили. В Монако сошёл Гужельмин, а Капелли финишировал десятым. Городская трасса в Монте-Карло не так требовательна к моторам, как Имола с её длинными прямыми, однако команде так и не удалось настроить болид из-за постоянно меняющейся погоды по ходу гоночного уикенда. После гонке в Монако команде стало ясно, что они не реализуют весь потенциал шасси, продемонстрированный до этого на предсезонных тестах.
Уже к этапу в Мексике команде удалось решить проблему с охлаждением коробки передач благодаря компании David Brown Gears. В гонке Гужельмин снова сошёл, а Капелли на финише был 16-м. Пилоты жаловались на недостаточную поворачиваемость во время прохождения апекса, эту проблему было призвано решить увеличенное переднее антикрыло, увеличивающее прижимную силу. Также была модифицирована геометрия передней подвески благодаря повышению коэффициента возрастающего сопротивления: при наборе скорости машина становилась жёстче и наоборот. Эта модификация также позволила понизить клиренс автомобиля, что благоприятно сказалось на его аэродинамических свойствах. Вспоминая этот период, Ньюи пишет: «Медленно, но верно мы оставляли наши проблемы с надёжностью позади и понимали, как настраивать этот автомобиль».
Следующим был Гран-при Канады, на котором в квалификации пилоты March не показали выдающихся результатов, оставшись позади нескольких машин с атмосферными двигателями, однако в гонке, несмотря на сход Гужельмина, команда заработала первые очки в сезона: Иван Капелли финишировал на пятой позиции. Следующий этап проходил на городской трассе в Детройте, которая хорошо подходила для машин с атмосферными двигателями. На деле Гран-при оказался провальным для March. В тренировке Капелли попал в аварию, разбив машину и сломав ногу. В гонке за команду стартовал только Гужельмин, который в четвёртый раз не добрался до финиша.
К Гран-при Франции в настройки шасси были внесены изменения, призванные помочь пилотам использовать аэродинамические преимущества машины и сильнее атаковать. В гонке на автодроме Поль Рикар обе 811 финишировали в десятке. В Великобритании Капелли сошёл, а Гужельмин набрал первые очки в карьере, финишировав четвёртым. В Хоккенхайме на Гран-при Германии Капелли занял пятое место, а его напарник — восьмое; команда занимает шестую строчку в Кубке конструкторов. К Венгрии из-за особенностей трассы в March разработали более длинный носовой обтекатель и новое переднее антикрыло. Капелли сошёл из-за проблем с двигателем, а Гужельмин приехал пятым. В Бельгии сошёл Гужельмин, а Капелли поднялся на третью ступень подиума. На этапе в Италии в борьбе за пятую позицию Капелли столкнулся с Williams FW12 Риккардо Патрезе, но, несмотря на контакт, оба финишировали, Иван — в очках.
В Португалии у March была лучшая по ходу сезона квалификация: Гужельмин квалифицировался пятым, а Капелли был третьим — впереди квалифицировались только Прост и Сенна на турбированных McLaren MP4/4. По ходу гонки Капелли, используя слипстрим, обогнал Сенну и финишировал вторым позади Проста. После не очень удачного для команды Гран-при Испании, где Гужельмин был седьмым, а Капелли сошёл из-за проблем с двигателем, был этап в Японии. Капелли квалифицировался четвёртым позади двух McLaren и Ferrari Бергера. Сенна заглох на старте и всю гонку прорывался с конца пелотона. Оказавшись третьим, Капелли прошёл Бергера и преследовал Проста. На одном из кругов Капелли после выхода из последнего поворота опередил француза и линию старт-финиш пересёк первым. Благодаря более мощному мотору Прост вернул себе лидерство в гонке ещё до первого поворота, однако в официальных протоколах лидером круга был указан Капелли. Кроме Сенны, Проста и Бергера он был единственным гонщиком, кому удалось лидировать в гонке в сезоне 1988 года. Автомобиль с атмосферным двигателем лидировал в гонке Формулы-1 впервые с 1983 года. Однако в той гонке машина Капелли так и не добралась до финиша. Причину остановки так и не удалось обнаружить, так как блок управления двигателем был в исправном состоянии. Позже выяснилось, что гонщик мог случайно выключить зажигание в момент регулировки жёсткости заднего стабилизатора. Гужельмин финишировал на десятом месте. В последней гонке сезона гонке в Австралии Капелли принёс команде ещё одно очко, финишировав шестым, его партнёр сошёл из-за аварии.
По итогам сезона 1988 года команда Leyton House March Racing Team на машинах с атмосферными двигателями заняла шестое место в Кубке конструкторов, опытный Иван Капелли стал седьмым в личном зачёте, а его напарник-дебютант Гужельмин был тринадцатым.

### Сезон 1989
По ряду причин команда не успела подготовить новую машину к началу сезона 1989 года. March CG891 окончательно был готов только к Гран-при Монако 1989 года, поэтому в Бразилии и Сан-Марино команда использовала прошлогодний March 881. В домашней гонке в Бразилии Гужельмин финишировал третьим после Мэнселла на Ferrari и Проста на McLaren. В Сан-Марино обе машины сошли во время гонки. Очки, заработанные Гужельмином в Бразилии, оказались единственными, заработанными командой на протяжении всего сезона 1989 года из-за неудачных выступлений модели-преемника CG891.
К сезону 1989 года многие команды скопировали некоторые технические решения из 881, такие как приподнятый нос и V-образный монокок. Но из-за неудачной CG891 команда March оказалась позади них.

## Результаты
| Легенда к таблице |                                                                    |
| --- | ------------------------------------------------------------------ |
| В таблице перечислены результаты всех Гран-при Формулы-1, в которых использовался автомобиль. Строками таблицы являются сезоны, столбцами — этапы чемпионата мира. В каждой клетке указаны сокращённое название этапа и результат, дополнительно обозначенный цветом. Расшифровка обозначений и цветов представлена в нижеследующей таблице. |                                                                    |
| \| Пример \| Описание \| \| ------------ \| ------------------------------------------------------------------ \| \| 1 \| Победитель \| \| 2 \| Второе место \| \| 3 \| Третье место \| \| 5 \| Финишировал, заработав очки \| \| Сход \| Не финишировал, но при этом заработал очки \| \| 12 \| Финишировал, не получив очков \| \| НКЛ \| Финишировал, но не попал в финальную классификацию \| \| 15 \| Участвовал вне зачёта, либо по отдельной классификации \| \| 18 \| Не финишировал, но попал в финальную классификацию \| \| Сход \| Не финишировал \| \| НКВ \| Не прошёл квалификацию \| \| НПКВ \| Не прошёл предквалификацию \| \| ДСК \| Дисквалифицирован \| \| ИСК \| Исключён из протокола соревнований \| \| ТТ \| Заявлен для участия только в тренировках \| \| НС \| Участвовал в квалификации, но не стартовал в гонке \| \| Т \| Травмирован или болен \| \| ОТК \| Отказ от участия \| \| НТР \| Прибыл на соревнования, но на трассу не выезжал \| \| НПР \| Был заявлен в числе участников, но не прибыл к началу соревнований \| \| О \| Соревнования отменены \| \| \| Не участвовал \| \| Поул-позиция \| \| \| Быстрый круг \| \| |                                                                    |
| Пример | Описание                                                           |
| 1 | Победитель                                                         |
| 2 | Второе место                                                       |
| 3 | Третье место                                                       |
| 5 | Финишировал, заработав очки                                        |
| Сход | Не финишировал, но при этом заработал очки                         |
| 12 | Финишировал, не получив очков                                      |
| НКЛ | Финишировал, но не попал в финальную классификацию                 |
| 15 | Участвовал вне зачёта, либо по отдельной классификации             |
| 18 | Не финишировал, но попал в финальную классификацию                 |
| Сход | Не финишировал                                                     |
| НКВ | Не прошёл квалификацию                                             |
| НПКВ | Не прошёл предквалификацию                                         |
| ДСК | Дисквалифицирован                                                  |
| ИСК | Исключён из протокола соревнований                                 |
| ТТ | Заявлен для участия только в тренировках                           |
| НС | Участвовал в квалификации, но не стартовал в гонке                 |
| Т | Травмирован или болен                                              |
| ОТК | Отказ от участия                                                   |
| НТР | Прибыл на соревнования, но на трассу не выезжал                    |
| НПР | Был заявлен в числе участников, но не прибыл к началу соревнований |
| О | Соревнования отменены                                              |
| | Не участвовал                                                      |
| Поул-позиция |                                                                    |
| Быстрый круг |                                                                    |

| Год        | Команда                        | Мотор      | Шины | Пилот     | 1    | 2    | 3    | 4    | 5    | 6    | 7   | 8    | 9   | 10   | 11   | 12  | 13   | 14   | 15   | 16   | Место | Очки |
| ---------- | ------------------------------ | ---------- | ---- | --------- | ---- | ---- | ---- | ---- | ---- | ---- | --- | ---- | --- | ---- | ---- | --- | ---- | ---- | ---- | ---- | ----- | ---- |
| 1988       | Leyton House March Racing Team | Judd CV V8 | G    |           | БРА  | САН  | МОН  | МЕК  | КАН  | ДЕТ  | ФРА | ВЕЛ  | ГЕР | ВЕН  | БЕЛ  | ИТА | ПОР  | ИСП  | ЯПО  | АВС  | 6     | 22   |
| 1988       | Leyton House March Racing Team | Judd CV V8 | G    | Гужельмин | Сход | 15   | Сход | Сход | Сход | Сход | 8   | 4    | 8   | 5    | Сход | 8   | Сход | 7    | 10   | Сход | 6     | 22   |
| 1988       | Leyton House March Racing Team | Judd CV V8 | G    | Капелли   | Сход | Сход | 10   | 16   | 5    | НС   | 9   | Сход | 5   | Сход | 3    | 5   | 2    | Сход | Сход | 6    | 6     | 22   |
| 1989       | Leyton House March Racing Team | Judd CV V8 | G    |           | БРА  | САН  | МОН  | МЕК  | США  | КАН  | ФРА | ВЕЛ  | ГЕР | ВЕН  | БЕЛ  | ИТА | ПОР  | ИСП  | ЯПО  | АВС  | 12    | 4    |
| 1989       | Leyton House March Racing Team | Judd CV V8 | G    | Гужельмин | 3    | Сход |      |      |      |      |     |      |     |      |      |     |      |      |      |      | 12    | 4    |
| 1989       | Leyton House March Racing Team | Judd CV V8 | G    | Капелли   | Сход | Сход |      |      |      |      |     |      |     |      |      |     |      |      |      |      | 12    | 4    |
| Источники: |                                |            |      |           |      |      |      |      |      |      |     |      |     |      |      |     |      |      |      |      |       |      |